# Johanna Kandler
Pour les articles homonymes, voir Kandler.
Johanna Kandler née le 30 janvier 2003, est une joueuse allemande de hockey sur gazon.

## Carrière
Elle a été appelée en équipe nationale première en 2022.